# Bad Bramstedt
Bad Bramstedt (bis 1910 Bramstedt) ist eine Kleinstadt im Kreis Segeberg. Bad Bramstedt ist als Moorheilbad staatlich anerkannt und liegt in der Mitte des Holsteiner Auenlandes im südlichen Schleswig-Holstein.

## Geographie

### Lage
Das Gemeindegebiet der Stadt Bad Bramstedt erstreckt sich am Zusammenfluss von Osterau und Hudau zur Bramau. Das Gebiet ist Teil des Naturraums Holsteinsche Vorgeest (Haupteinheit Nr. 698), eines der schleswig-holsteinischen Geestgebieten.

### Ortsteile
Die Stadt Bad Bramstedt umfasst siedlungsgeographisch eine Mehrzahl von Ortsteilen. Neben dem für die Gemeinde namenstiftenden Heilbad liegen auch Bissenmoor (Häusergruppe und Siedlung) sowie Clashorn (Häusersiedlung), die Hofsiedlungen Am Brunnen, Eichenhof und Holm und die Gutssiedlung Gayen im Gemeindegebiet.

### Nachbargemeinden
Umliegende Gemeinden von Bad Bramstedt sind:
| Hitzhusen   | Fuhlendorf, Wiemersdorf                     | Bimöhlen   |
| Weddelbrook | Kompassrose, die auf Nachbargemeinden zeigt | Hasenmoor  |
| Lentföhrden |                                             | Schmalfeld |

## Geschichte

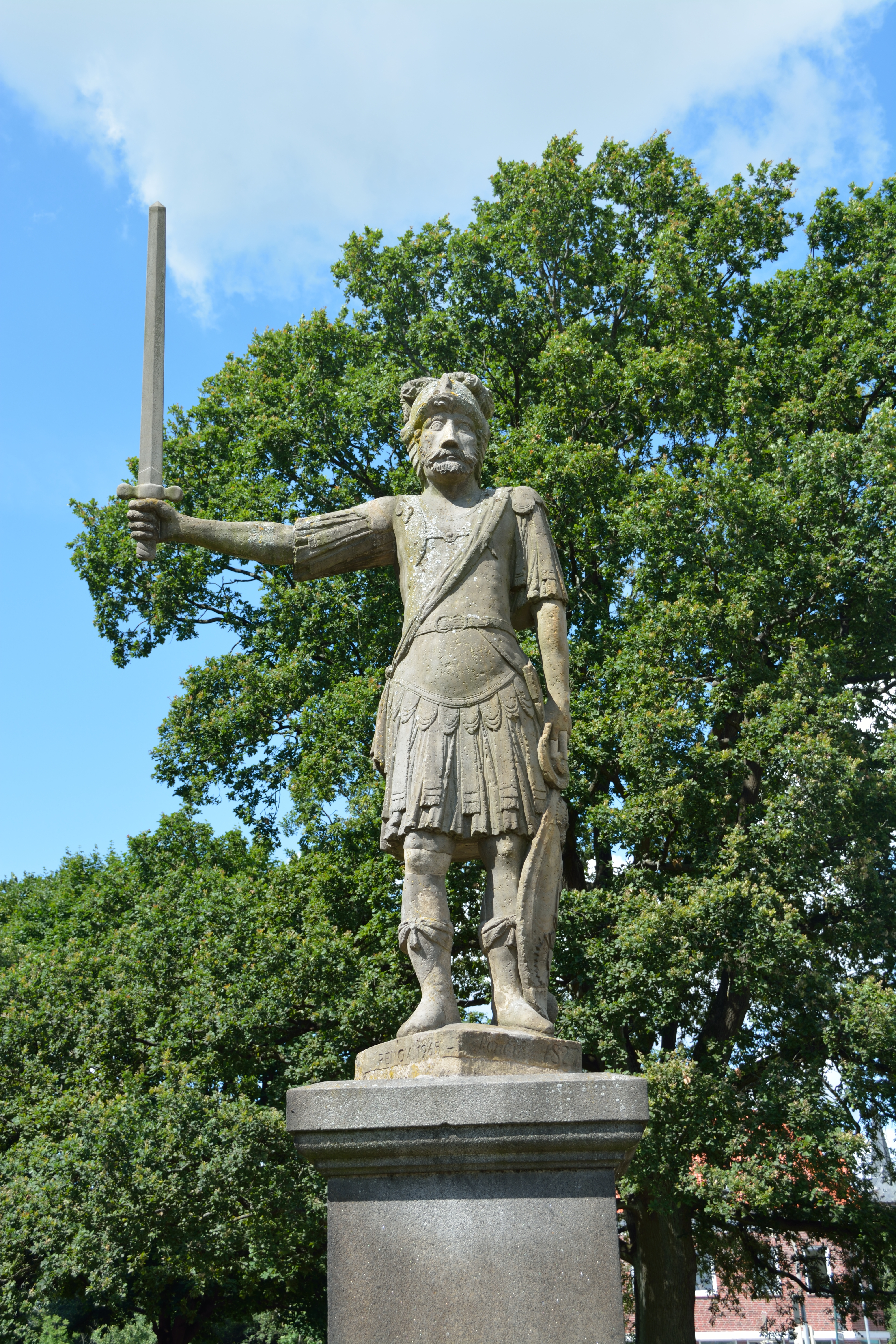
Steinerner Roland in Bad Bramstedt (seit 1693)

Der Ort soll im 3. bis 6. Jahrhundert entstanden sein. Seine Benennung deutet auf einen „Ort des Ginsters“. Doch erst 1274 fand das kleine Dorf erstmals urkundlich Erwähnung. Im Jahr 1533 wurde erstmals ein hölzerner Roland für Bramstedt erwähnt. 1681 wurde der Gesundbrunnen des Ortes entdeckt. Der heutige steinerne Roland von Bramstedt wurde 1693 aufgestellt, 1813/14 stürzte er vom Sockel. Es folgte eine Renovierung und Wiederaufstellung der Statue im Jahr 1827. Die Solequelle des Ortes wurde seit 1879 vom Bäderbetrieb Heesch vermarktet.
1910 erhielt Bramstedt das Stadtrecht sowie den Namenszusatz „Bad“. Die Umbenennung soll auch zustande gekommen sein, um eine Verwechslung mit dem sechzehn Kilometer südwestlich gelegenen Barmstedt, insbesondere hinsichtlich des Postversands, zu vermeiden. Ein Jahr später wurde ein zweites Solbad angelegt. 1919 pachtete der jüdische Kaufmann Oskar Alexander den Kurbetrieb. 1929/30 wurde das Neue Kurhaus errichtet, dessen Pächter und Direktor ebenfalls Oskar Alexander war.
1942 kam Oskar Alexander im Konzentrationslager Sachsenhausen ums Leben.
Zum Kriegsende wurden KZ-Häftlinge des KZ Fuhlsbüttel auf Todesmärsche zum Arbeitserziehungslager Nordmark bei Kiel geschickt. Kiel lag weiter von der Frontlinie entfernt und eine Anzahl Hamburger KZ-Häftlinge wurde auf diese Weise durch die Nazis vor den herannahenden Alliierten verborgen. Die tagelangen Märsche, die viele der KZ-Häftlinge nicht überlebten, führten über die Bundesstraße 4, die damals als Reichstraße 4 noch durchgehend bis Kiel verlief. Am 13. April 1945 wurde der KZ-Häftling Hamid Chamido aus der Sowjetunion von einem SS-Mann bei den Mergelkuhlen an der Reichsstraße 4 beim Bissenmoor erschossen. Der Tote wurde noch am selben Tag auf dem Bad Bramstedter Friedhof beerdigt. In der Sterbeurkunde wurde „auf der Flucht erschossen“ notiert. An den ehemaligen Mergelkuhlen, die heute als Angelteiche dienen, wurde 2017 eine Tafel zur Erinnerung an die KZ-Häftlinge enthüllt.
Während der letzten Tage des Zweiten Weltkriegs fand in einem Waldstück nahe Bad Bramstedt ein Treffen von Karl Dönitz und Heinrich Himmler statt. Beide firmierten seinerzeit als letzte Regierung des Dritten Reiches.
1965 wurde die Rolandsstatue in Itzehoe restauriert. Das Bramstedter Schloss wurde 1964–1969 von der Stadt übernommen. 1998 wurden die Stadtwerke des Ortes gegründet.

## Politik
Aus Bad Bramstedt kamen seit der Bundestagswahl 2005 die Abgeordneten des Deutschen Bundestages Jürgen Koppelin (FDP) und Rolf Koschorrek (CDU).

### Stadtverordnetenversammlung
- CDU: 14
- Grüne: 5
- SPD: 7
- FDP: 5

Die Stadtverordnetenversammlung ist die kommunale Volksvertretung der Stadt Bad Bramstedt. Über die Zusammensetzung entscheiden die Bürger alle fünf Jahre. Die letzte Kommunalwahl fand am 14. Mai 2023 statt. Diese führte bei einer Wahlbeteiligung von 45,5 % zu nebenstehender Zusammensetzung der Stadtvertretung.
Bürgervorsteherin ist Annegret Mißfeldt (CDU).

### Bürgermeister
Aktueller Bürgermeister ist seit dem 1. Februar 2025 Felix Carl (parteilos). Er wurde bei der Bürgermeisterwahl am 15. September 2024 mit 59,0 Prozent der Stimmen gewählt, nachdem er zuvor von der CDU nominiert worden war. Sein Kontrahent Nils Böttger erhielt 41 Prozent der Stimmen. Carl trat somit die Nachfolge von Verena Jeske an, die nach sechs Jahren im Amt sich nicht erneut zur Wahl aufstellte.

### Wappen
Blasonierung: „In Blau ein silberner römischer Krieger mit goldenem Helm, goldenem Panzer und goldener Fußbekleidung und einer roten Schärpe von der linken Schulter zur rechten Hüfte, in der seitlich ausgestreckten rechten Hand ein aufgerichtetes, bloßes silbernes römisches Schwert haltend, während sich die linke auf einen holsteinischen Wappenschild stützt (in Rot ein silbernes Nesselblatt).“
Der Krieger stellt den Bramstedter Roland, das Wahrzeichen der Stadt, dar.

### Städtepartnerschaften
Es besteht eine Städtepartnerschaft mit Drawsko Pomorskie (deutsch: Dramburg) in Westpommern/Polen. Diese ging aus einer Vertriebenen-Patenschaft hervor.

## Kultur und Sehenswürdigkeiten
In der Liste der Kulturdenkmale in Bad Bramstedt stehen die in der Denkmalliste des Landes Schleswig-Holstein eingetragenen Kulturdenkmale.

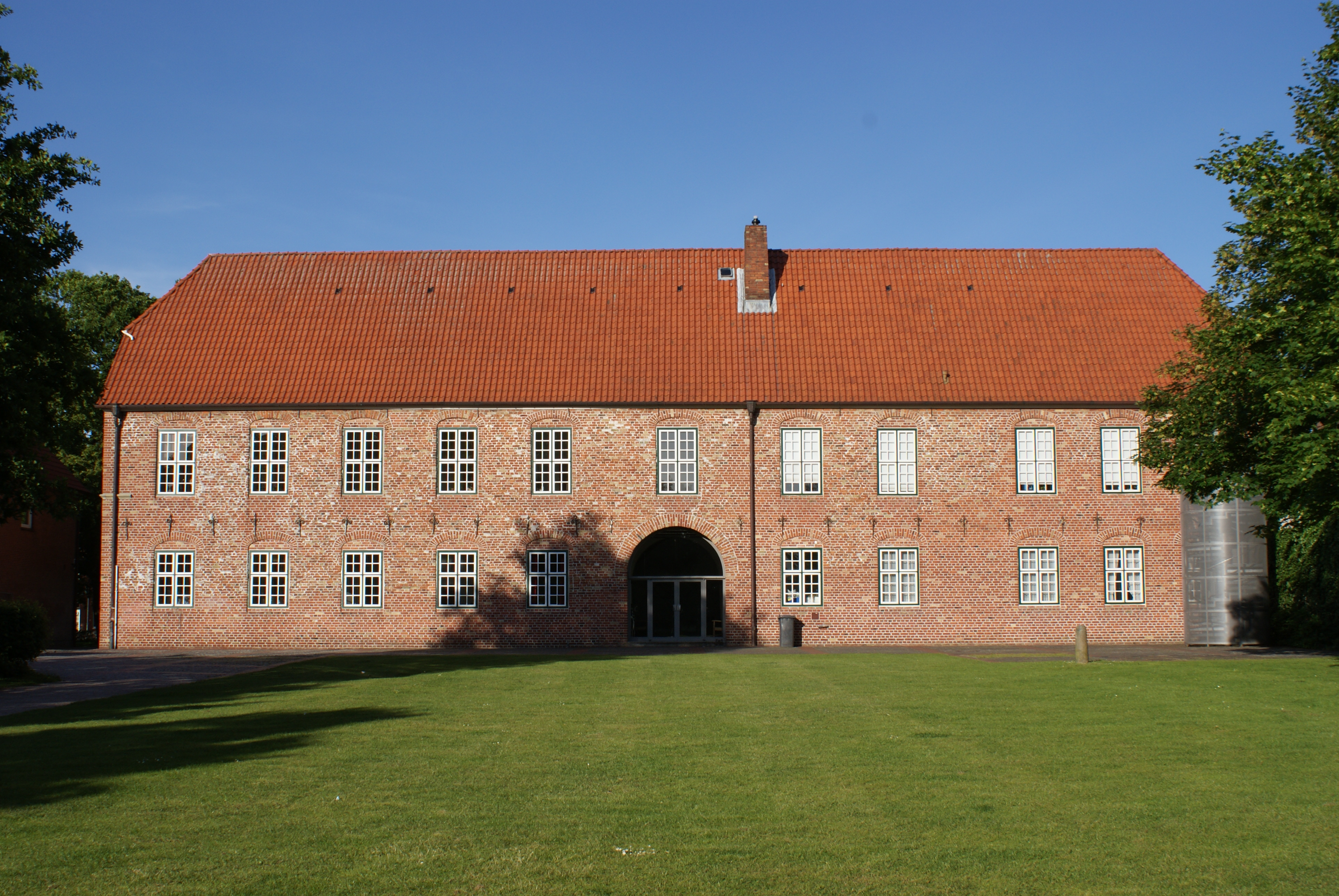
Bramstedter Schloss
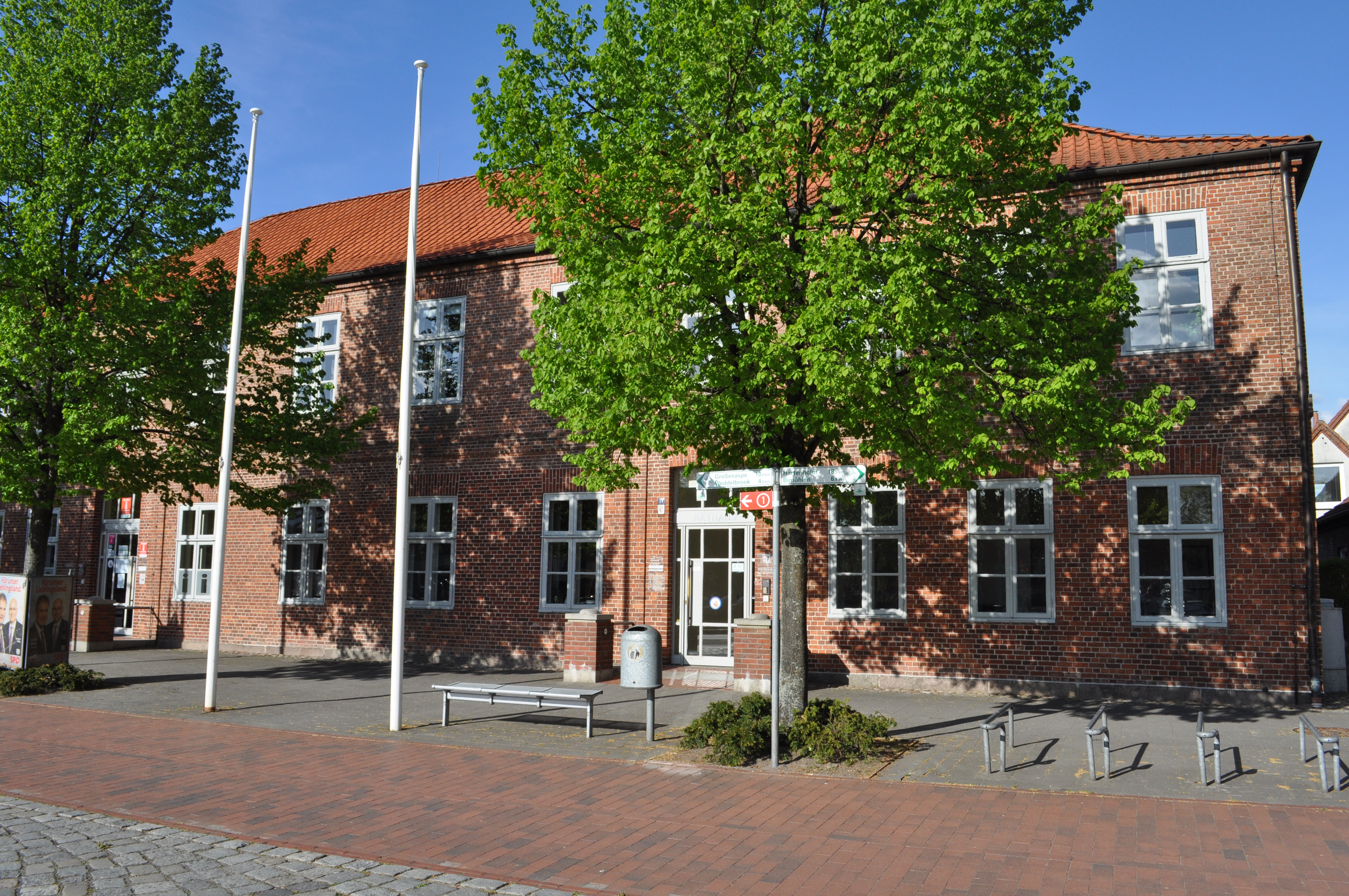
Rathaus
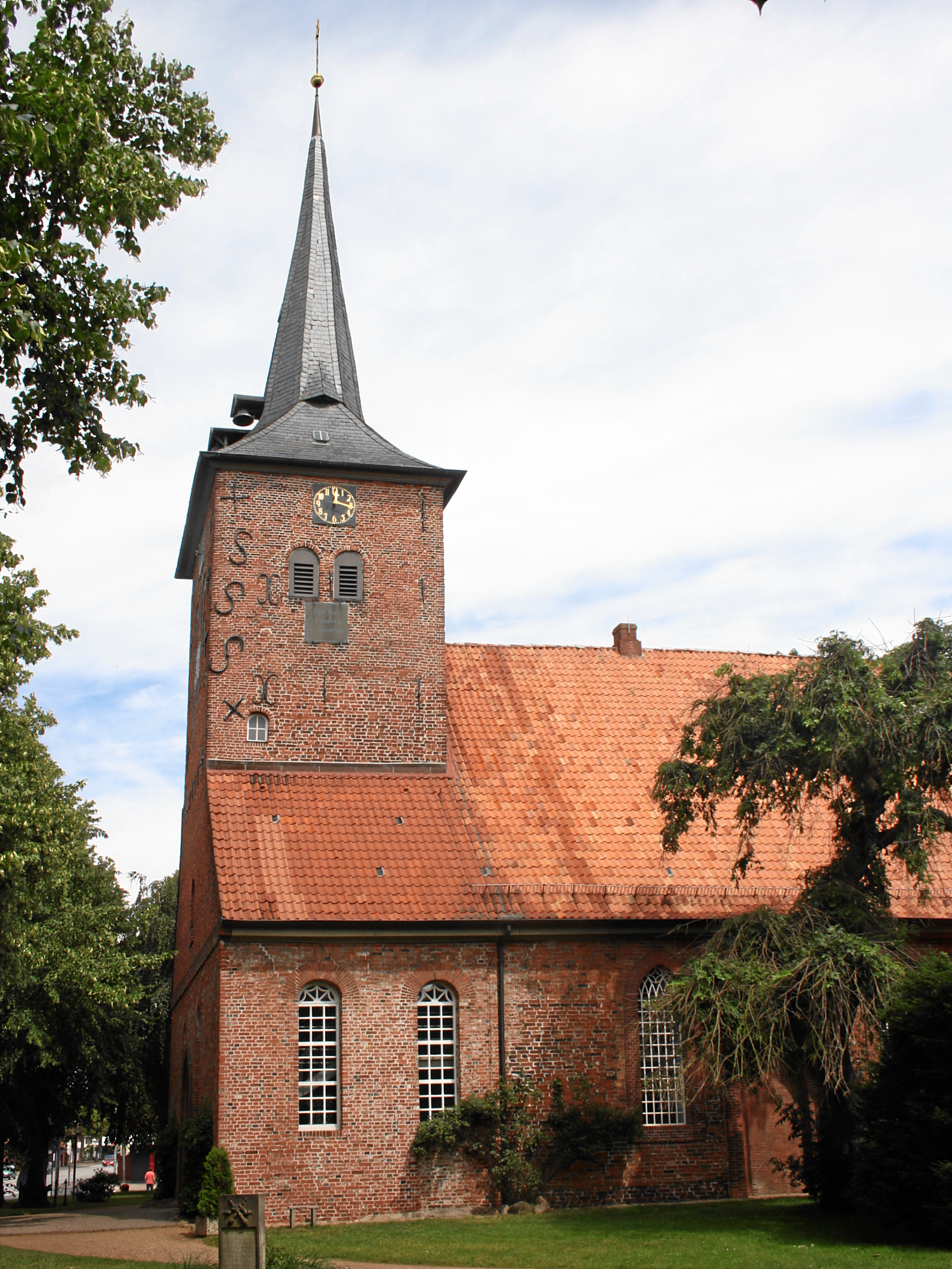
Maria-Magdalenen-Kirche
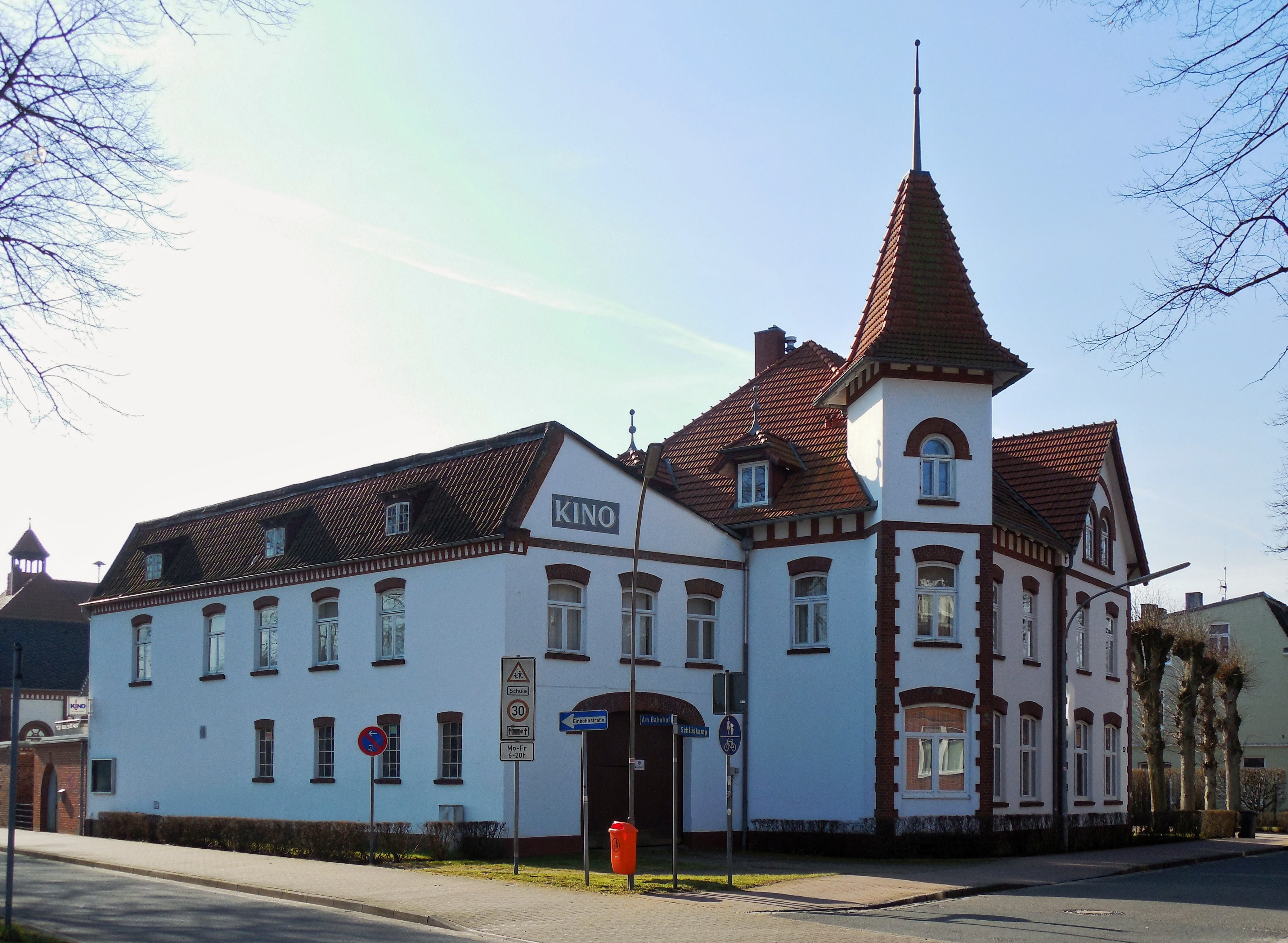
Ehemaliges Bahnhofshotel und Kino
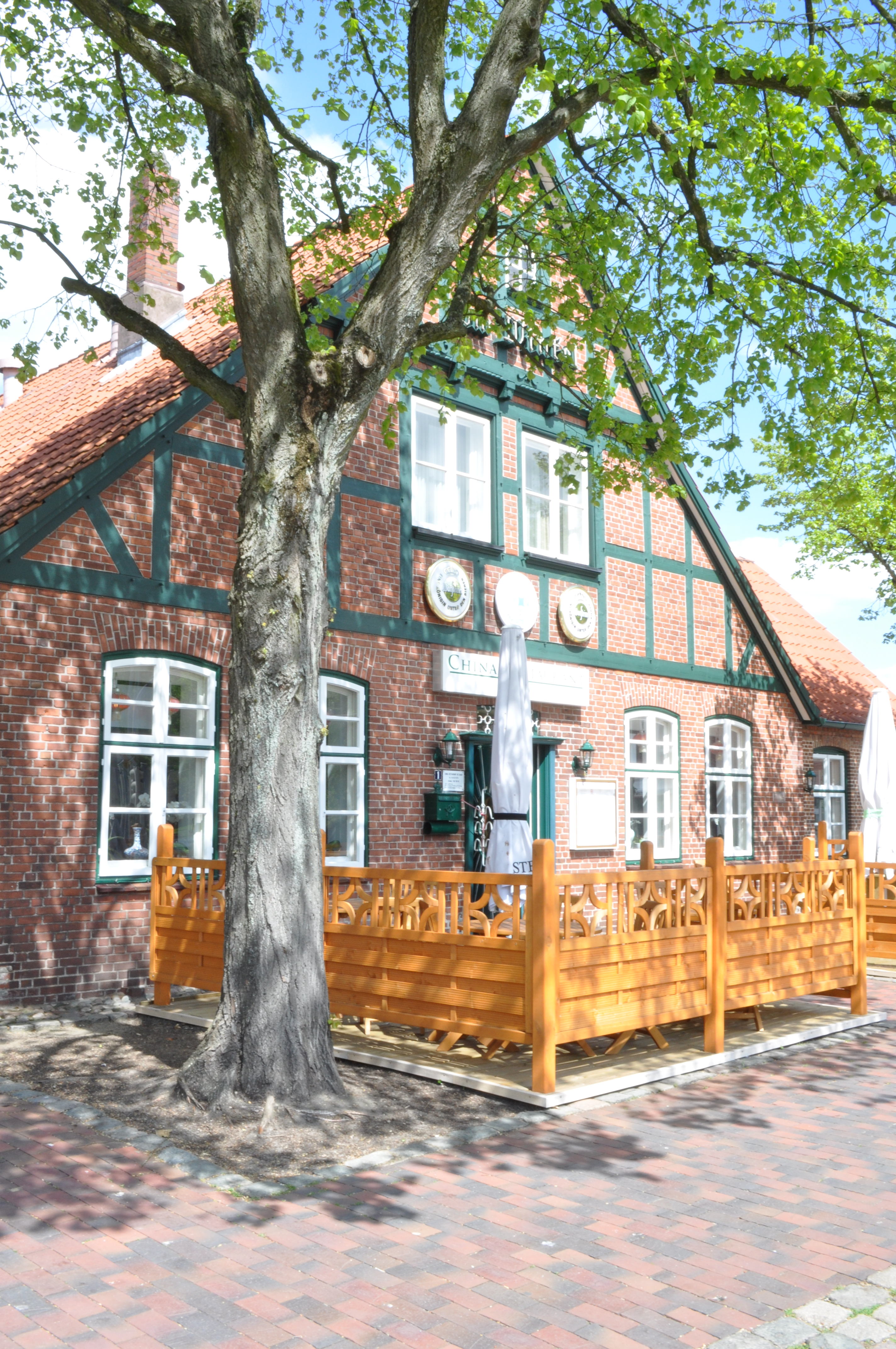
Im Winkel

### Kirchen
Im Zentrum des Ortes steht die Maria-Magdalenen-Kirche der Ev.-Luth. Kirchengemeinde, eine Hallenkirche aus rotem Backstein. Das Kirchspiel wurde erstmals 1316 urkundlich erwähnt anlässlich einer Landesteilung zwischen den holsteinischen Grafen. In der ersten Hälfte des 14. Jahrhunderts wurde die Kirche in Kreuzform errichtet. 1635/36 wurde der Turm neu errichtet. 1647/48 wurden Schäden durch Sturm und Blitzschlag repariert. Im 17. bis 19. Jahrhundert fanden diverse Umgestaltungen statt: Schließung der Südportale, Einbau neugotischer Fenster, Anbau des östlichen Vorhauses. Die Kirche ist frei zu besichtigen.

### Torhaus
Das Torhaus am Markt ist das letzte vorhandene Gebäude des ehemaligen Guts Bramstedt, das gelegentlich auch als Bramstedter Schloss bezeichnet wurde. Das backsteinerne Torhaus stammt aus dem 17. Jahrhundert, im Inneren befinden sich ein barockes Treppenhaus sowie zahlreiche Stuckaturen. Das Gebäude dient heute öffentlichen Zwecken.

### Sport
Da Bad Bramstedt von zahlreichen Auen durchzogen ist, bietet es ein interessantes Revier für Kanufahrer, für die es zahlreiche Bootsverleihe gibt. Außerdem gibt es in Bad Bramstedt zwei Golfplätze, ein Freibad, einen Tennisplatz und den Sportverein Bramstedter Turnerschaft.
Bad Bramstedt besitzt ein gut ausgebautes Fahrradwandernetz mit über 69 Kilometer Streckenführung.

## Wirtschaft und Infrastruktur

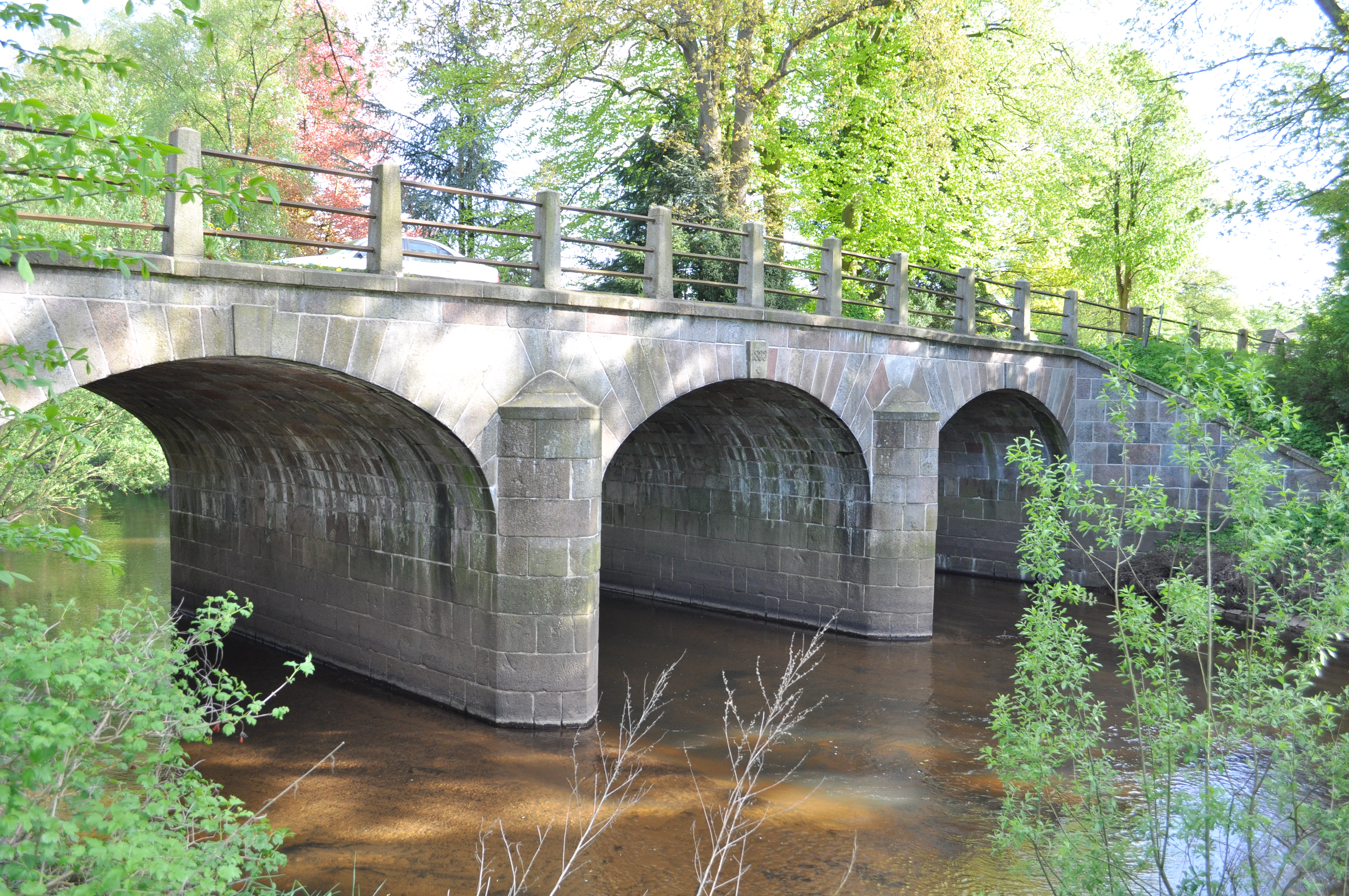
Brücke über die Hudau

Es gibt in Bad Bramstedt eine Rheumaklinik (Klinikum Bad Bramstedt) und eine Psychosomatische Klinik (Schön Klinik). Die Klinikareale sind von weitläufigen und frei betretbaren Parkanlagen umgeben.
Das Gewerbegebiet im Norden der Stadt umfasst mehrere große und kleine Betriebe. 2018 sollte zudem ein Gewerbegebiet Süd erschlossen werden. Neben dem Gewerbegebiet sind dazu viele Einzelhändler, Handwerksunternehmen und Finanzdienstleister in der Stadt vertreten. Die Stadt ist Unternehmenssitz von Bauxpert.
Das Stadtbild wird durch Hotels und Restaurants geprägt. Zurückzuführen ist dies auf den Schwerpunkt der Tourismusbranche in dem Luftkurort.

### Verkehr
Bis Bad Bramstedt verläuft die Bundesstraße 4. Im Rahmen einer neugebauten Umgehung der Bundesstraße 206 (Bad Segeberg-Itzehoe) wurden zahlreiche Maßnahmen zur Verkehrsberuhigung bzw. Verlagerung umgesetzt. Der zentrale Marktplatz „Bleeck“ konnte dadurch verkehrsberuhigt umgestaltet werden. Zudem ist Bad  Bramstedt nur etwa fünf Kilometer von der nächsten Auffahrt zur Bundesautobahn 7 entfernt.
Die Stadt besitzt neben dem Bahnhof Bad Bramstedt auch den Haltepunkt Bad Bramstedt „Kurhaus“. Beide Stationen werden stündlich von der Linie A2 der Eisenbahngesellschaft AKN bedient (Bahnstrecke Hamburg-Altona–Neumünster).
Die Metropolregion Hamburg plant aktuell einen Radschnellweg, der von Bad Bramstedt bis in die Hansestadt Hamburg führen soll.

### Bildung

#### Schulen

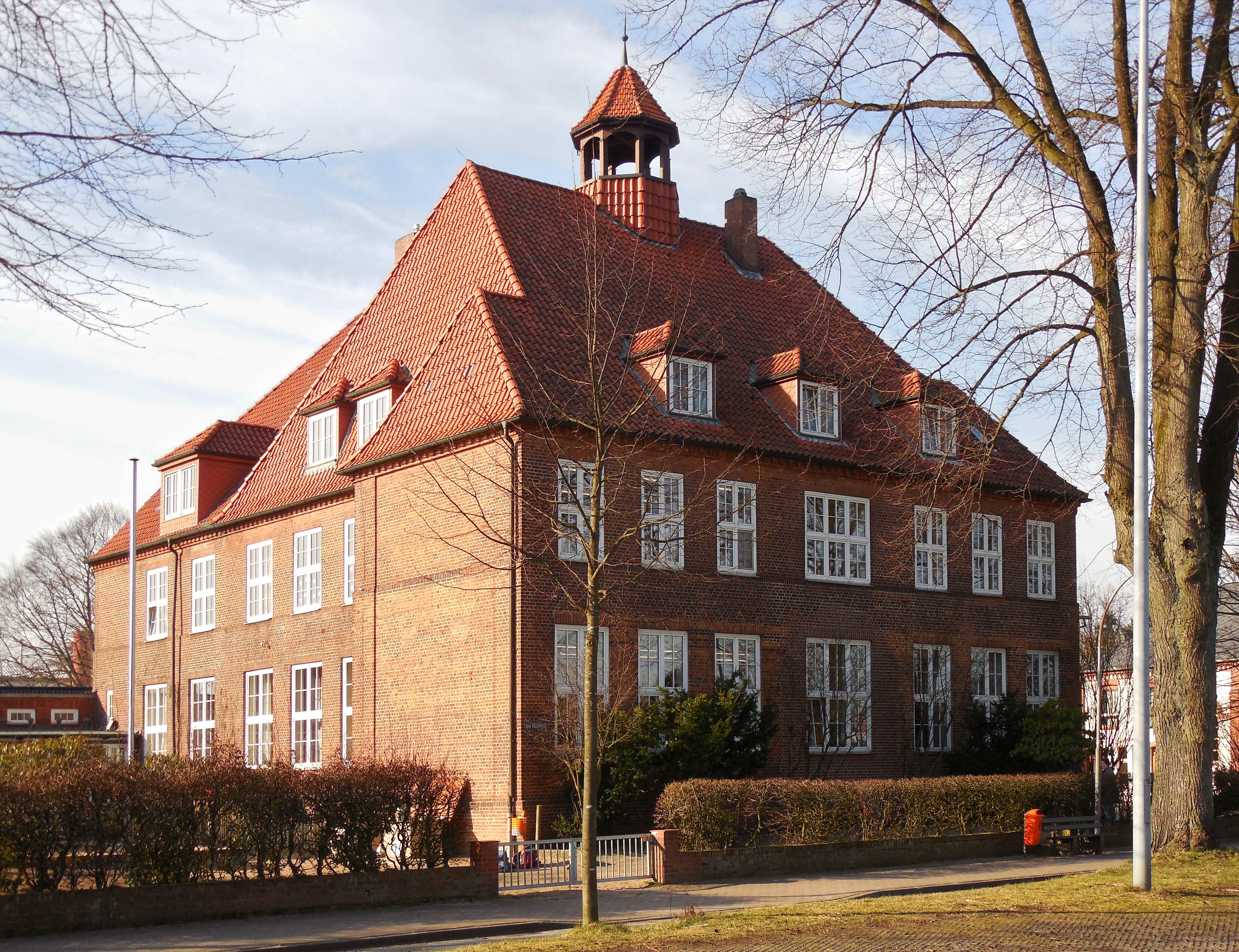
Die Grundschule am Bahnhof in Bad Bramstedt

Die Schullandschaft in  Bad Bramstedt umfasst im Regelschulbetrieb drei Grundschulen und im Sekundarbereich das Gymnasium der Jürgen-Fuhlendorf-Schule sowie die Gemeinschaftsschule Auenland.
Ergänzend sind im Ort die Bramauschule (eine Förderschule) und ein Heilpädagogisches Kinderheim mit angegliederter Förderschule ansässig.

#### Bibliothek und Erwachsenenbildung
Die Stadt Bad Bramstedt unterhält eine Stadtbücherei und eine Volkshochschule.

## Persönlichkeiten

### In Bad Bramstedt geboren
- Wilhelm Adolph Paulli (1719–1772), Schriftsteller und Librettist, u. a. für Telemann
- Barthold Jonas Beseler der Ältere (1721–1803), Kleinschmied und Glockengießer
- Friedrich Leopold zu Stolberg-Stolberg (1750–1819), Bruder von „Gustchen“, Dichter, Jurist und Freund Goethes
- Katharina zu Stolberg-Stolberg (1751–1832), deutsch-dänische Gräfin
- Augusta Louise zu Stolberg-Stolberg (1753–1835), bekannt als „Gustchen“ durch ihren Briefwechsel mit Goethe
- Johann Friedrich Butenschoen (1764–1842), Pädagoge und Journalist
- Heinrich Christian Schumacher (1780–1850), Astronom, Begründer der Sternwarte in Altona
- Johanna Mestorf (1828–1909), erste Frau mit Professorentitel im Königreich Preußen und erste Museumsdirektorin in Deutschland
- Adolph Siegfried (1842–1896), Holzbildhauer
- Charles Looff (1852–1918), „Vater“ der Vergnügungsparks in Amerika, Erbauer vieler Karussells und des Piers von Santa Monica
- Emil Lindemann (1857–1923), Gemeinde- und Badearzt auf Helgoland von 1884 bis 1892 und Autor von 26 Schriften über die Insel
- Theodor Blinckmann (1860–1936), Lehrer und Politiker (DDP), Mitglied der Hamburgischen Bürgerschaft
- Wilhelm Wrage (1861–1942), geboren in Bissenmoor, Maler
- Kurt Gustav Wilckens (1886–1923), Anarchist und argentinischer Volksheld
- Peter Bendixen (1933–2014), Ökonom und Kulturwissenschaftler
- Uwe Piepgras (1933–2017), Neuroradiologe und Hochschullehrer
- Siegfried Liebschner (1935–2006), baptistischer Theologe
- Günter Struve (* 1940), ARD-Programmdirektor (1992–2008)
- Michael Radtke (* 1946), Journalist, Schriftsteller und Drehbuchautor
- Winfried Zylka (1946–2019), Politiker (CDU)
- Albrecht Steinecke (* 1948), Geograph, Tourismusforscher und Hochschullehrer
- Hartmut Dammer (1949–2019), Politiker und Landrat
- Arved Fuchs (* 1953), Abenteurer und Buchautor
- Rolf Koschorrek (1956–2020), Politiker (CDU)
- Hans-Jürgen Kütbach (* 1959), Politiker (FDP)
- Annabell Krämer (* 1971), Politikerin (FDP)
- Fabian Boll (* 1979), Fußballspieler und Kriminalbeamter
- Tim Völzke (* 1989), Handballspieler

### Mit Bad Bramstedt verbunden
- Joachim Behm (* 1941), Politiker (FDP); langjähriger Stadtverordneter
- Otfried Jarren (* 1953),  Prorektor und Mitglied der Universitätsleitung der Universität Zürich, ging in Bad Bramstedt zur Schule
- Gudrun Kockmann-Schadendorf (1952–2001), Bankkauffrau, Politikerin (SPD), Stadtverordnete und Landtagsabgeordnete
- Jürgen Koppelin (* 1945), Politiker (FDP); wohnt in Bad Bramstedt
- Wilhelm Krane (1902–1979), Generalarzt der Bundeswehr; verstorben in Bad Bramstedt
- Karl Lagerfeld (1933–2019), Modeschöpfer, wohnte 1934 bis 1939 und 1944 bis 1949 auf Gut Bissenmoor (1979 abgerissen)[24][25] und besuchte die Jürgen-Fuhlendorf-Schule, damals ansässig in der heutigen Grundschule am Bahnhof.[26] 2025 beschloss die Stadt die Benennung einer Straße in einem Neubaugebiet nach Karl Lagerfeld.[27]
- Ferdinand Otto Vollrath Lawätz (1751–1840), deutsch-dänischer Jurist, Autor, Gutsbesitzer von Gut Bramstedt und Beamter, initiierte die Abschaffung der Leibeigenschaft
- Martin Lüttge (1943–2017), Schauspieler und Regisseur, in Bad Bramstedt aufgewachsen
- Friedrich Ludwig Wilhelm Meyer (1759–1840), Jurist, Schriftsteller, Bibliothekar, Freimaurer, Biograf Friedrich Ludwig Schröders; verstorben in Bramstedt

## Sonstiges

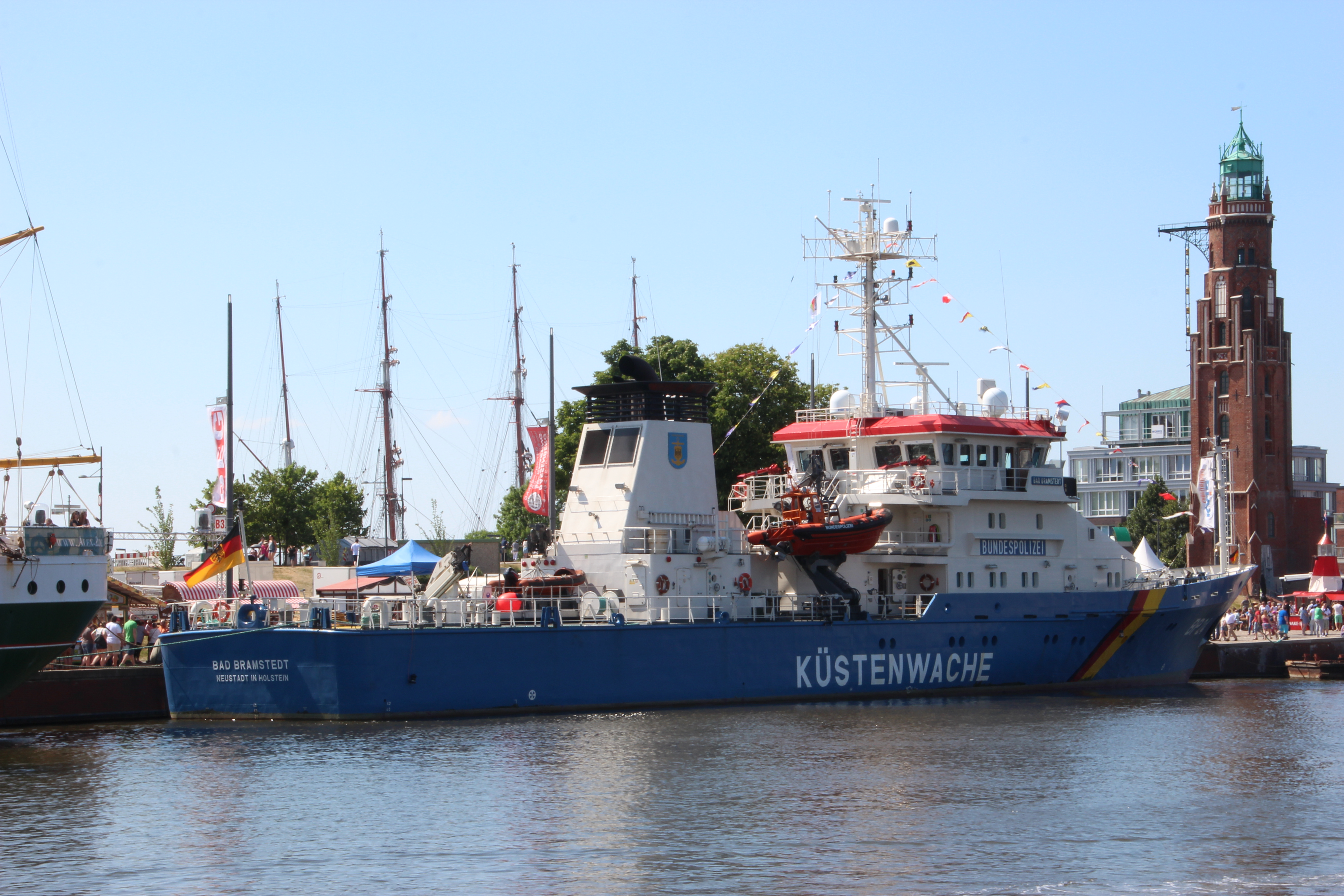
BP 24 „Bad Bramstedt“ beim Seestadtfest in Bremerhaven, Mai 2018

In Bad Bramstedt ist der Sitz einer regionalen Bundespolizeidirektion, zuständig für die Bundesländer Schleswig-Holstein und Mecklenburg-Vorpommern. Nördlich der Stadt betreibt die Bundespolizei ihre größte Hubschrauberstaffel (Bundespolizeifliegerstaffel Fuhlendorf). Ferner ist „Bad Bramstedt“ auch der Name des Schiffes der Bundespolizei mit der Rumpfnummer BP 24. Das Schiff ist in Cuxhaven stationiert und fährt Seestreife in der Nordsee. Das Schiff und die Stadt sind durch eine Patenschaft verbunden.